# Johann Lepenant
Johann Théo Tom Lepenant (Granville, 22 de outubro de 2002) é um futebolista francês que atua como meio-campista. Atualmente joga pelo Nantes, emprestado pelo Lyon.

## Carreira
Nascido em Granville, Johann Lepenant começou a jogar futebol aos 7 anos no US Granville, clube de sua cidade natal. Rapidamente atualizado, ingressou no centro "Espoir" do Ploufragan, onde suas qualidades como meio-campista chamaram a atenção de muitos clubes profissionais. Finalmente ingressou no centro de treinamento do Stade Malherbe Caen, onde começou a fazer progressos regulares. Assinou o primeiro contrato profissional de três anos com o clube normando em 2019, tornando-se um dos jogadores profissionais mais jovens da história do clube.
Durante a temporada 2020-2021, ingressou definitivamente no grupo profissional. Começa treinando com os profissionais, mas joga reserva nos finais de semana. Em 22 de junho de 2022, embora lhe restasse apenas um ano de contrato no Caen e não desejasse prorrogá-lo, foi oficialmente transferido para o Olympique Lyonnais, clube da Ligue 1, contra uma indenização de 4,25 milhões de euros, aos quais se somam 2,5 milhões de bônus e uma revenda incentivo. Ele assinou um contrato de cinco anos. Em 10 de agosto de 2024, foi emprestado ao FC Nantes. O seu empréstimo inclui uma opção de compra de 2,5 milhões de euros.

## Títulos
França sub-23
- Jogos Olímpicos: 2024 (medalha de prata)